# Pardosa falcata
Pardosa falcata là một loài nhện trong họ Lycosidae.
Loài này thuộc chi Pardosa. Pardosa falcata được Ehrenfried Schenkel-Haas miêu tả năm 1963.